# Termitotrox monodi
Termitotrox monodi (лат.) — вид термитофильных пластинчатоусых жуков из подсемейства Termitotroginae. Ареал: Африка (Берег Слоновой Кости). Обнаружены в грибных садах в термитниках представителей семейства Termitidae (Isoptera).

## Описание
Красновато-коричневые мелкие безглазые и бескрылые жуки. Длина тела до 3 мм (один из крупнейших видов своего рода). От близких видов отличается соединёнными сублатеральным и парамедианным валиками пронотума, двумя внешними зубчиками на передних голенях, одним верхне-внутренним зубчиком, соединёнными у основания 1 и 2 бороздками надкрылий. Усики 9-члениковые. 3-члениковая булава усиков желтовато-коричневая. Переднеспинка красновато-коричневая и уже чем надкрылья; несёт почти симметричный рисунок из примерно 9 продольных валиков (рёбер): срединный, парамедианный (paramedian), боковой, сублатеральный и маргинальный. Пронотум с выемкой посередине и плоским роговидным выступом (в задней части), направленным назад. Бёдра и тазики расширенные, лапки короткие. Надкрылья выпуклые, бороздчатые. Лапки 5-члениковые с простыми парными коготами. Брюшко с 5 стернитами.
Вид Termitotrox monodi был впервые описан в 1947 году по материалам из Африки, а его валидный статус был подтверждён в 2008 году в ходе родовой ревизии голландским энтомологом Яном Криккеном (Jan Krikken; National Museum of Natural History Naturalis, Лейден, Нидерланды).